# Calcutta Football League
La Liga Calcuta de Fútbol es una competición de fútbol en la que participan los equipos de fútbol de Bengala Occidental, India. Al igual que los demás campeonatos estaduales de ese país, se disputa antes del inicio del I League, la liga nacional, sirviendo como un preparatorio para los equipos de las tres primeras divisiones nacionales y para clasificar a los representantes de cada estado a los principales torneos del fútbol indio. 
Esta liga es considerada como el campeonato más antiguo de Asia y es considerada las más prestigiosas de la India debido a que juegan los 3 clubes más exitosos y populares del fútbol de Calcuta y de la India: East Bengal Club, Mohun Bagan y Mohammedan Sporting Club. Sin embargo, desde 1982, la liga ha sido ganada por el East Bengal Club o por Mohun Bagan. El torneo se disputa desde 1898 y es organizado por la Indian Football Association (IFA). 

## Campeones
| Temporada | Campeón                                   | Subcampeón                                |
| --------- | ----------------------------------------- | ----------------------------------------- |
| 1898      | Gloucestershire Regiment                  | Rangers Club                              |
| 1899      | Calcutta Cricket and Football Club        |                                           |
| 1900      | Royal Irish Rifles                        |                                           |
| 1901      | Royal Irish Rifles                        |                                           |
| 1902      | King's Own Scottish Borderers             |                                           |
| 1903      | 93rd Highlanders                          |                                           |
| 1904      | King's Own Regiment                       |                                           |
| 1905      | King's Own Regiment                       |                                           |
| 1906      | Highlander Light Infantry                 |                                           |
| 1907      | Calcutta Cricket and Football Club        |                                           |
| 1908      | Gordon Light Infantry                     |                                           |
| 1909      | Gordon Light Infantry                     |                                           |
| 1910      | Dalhousie Athletic Club                   |                                           |
| 1911      | 70th Company RGA                          |                                           |
| 1912      | Black Watch                               |                                           |
| 1913      | Black Watch                               |                                           |
| 1914      | 91st Highlanders                          |                                           |
| 1915      | 10th Middlesex Regimen                    |                                           |
| 1916      | Calcutta Cricket and Football Club        | Mohun Bagan                               |
| 1917      | Lincolnshire Regiment                     |                                           |
| 1918      | Calcutta Cricket and Football Club        |                                           |
| 1919      | 12th Special Service Battalion            |                                           |
| 1920      | Calcutta Cricket and Football Club        | Mohun Bagan                               |
| 1921      | Dalhousie Athletic Club                   | Mohun Bagan                               |
| 1922      | Calcutta Cricket and Football Club        |                                           |
| 1923      | Calcutta Cricket and Football Club        |                                           |
| 1924      | Cameron Highlanders                       |                                           |
| 1925      | Calcutta Cricket and Football Club        | Mohun Bagan                               |
| 1926      | N Staffordshire Regiment                  | Calcutta Cricket and Football Club        |
| 1927      | N Staffordshire Regiment                  |                                           |
| 1928      | Dalhousie Athletic Club                   |                                           |
| 1929      | Dalhousie Athletic Club                   | Mohun Bagan                               |
| 1930      | No disputado                              | No disputado                              |
| 1931      | Durham Light Infantry                     |                                           |
| 1932      | Durham Light Infantry                     | East Bengal Club                          |
| 1933      | Durham Light Infantry                     | East Bengal Club                          |
| 1934      | Mohammedan Sporting Club                  | Mohun Bagan                               |
| 1935      | Mohammedan Sporting Club                  | East Bengal Club                          |
| 1936      | Mohammedan Sporting Club                  | Black Watch                               |
| 1937      | Mohammedan Sporting Club                  | East Bengal Club                          |
| 1938      | Mohammedan Sporting Club                  | Calcutta Customs                          |
| 1939      | Mohun Bagan                               |                                           |
| 1940      | Mohammedan Sporting Club                  | Mohun Bagan                               |
| 1941      | Mohammedan Sporting Club                  | East Bengal Club                          |
| 1942      | East Bengal Club                          | Mohammedan Sporting Club                  |
| 1943      | Mohun Bagan                               | East Bengal Club                          |
| 1944      | Mohun Bagan                               | Mohammedan Sporting Club                  |
| 1945      | East Bengal Club                          | Mohun Bagan                               |
| 1946      | East Bengal Club                          | Mohun Bagan                               |
| 1947      | No disputado por la Particion de La India | No disputado por la Particion de La India |
| 1948      | Mohammedan Sporting Club                  | Mohun Bagan                               |
| 1949      | East Bengal Club                          | Mohammedan Sporting Club                  |
| 1950      | East Bengal Club                          | Mohun Bagan                               |
| 1951      | Mohun Bagan                               | East Bengal Club                          |
| 1952      | East Bengal Club                          |                                           |
| 1953      | No disputado                              | No disputado                              |
| 1954      | Mohun Bagan                               |                                           |
| 1955      | Mohun Bagan                               | East Bengal Club                          |
| 1956      | Mohun Bagan                               | East Bengal Club                          |
| 1957      | Mohammedan Sporting Club                  | East Bengal Club                          |
| 1958      | Eastern Railway S.C.                      | Mohun Bagan                               |
| 1959      | Mohun Bagan                               | East Bengal Club                          |
| 1960      | Mohun Bagan                               | Mohammedan Sporting Club                  |
| 1961      | East Bengal Club                          |                                           |
| 1962      | Mohun Bagan                               | East Bengal Club                          |
| 1963      | Mohun Bagan                               | East Bengal Club                          |
| 1964      | Mohun Bagan                               | East Bengal Club                          |
| 1965      | Mohun Bagan                               | East Bengal Club                          |
| 1966      | East Bengal Club                          | Mohun Bagan                               |
| 1967      | Mohammedan Sporting Club                  | East Bengal Club                          |
| 1968      | No disputado                              | No disputado                              |
| 1969      | Mohun Bagan                               | East Bengal Club                          |
| 1970      | East Bengal Club                          | Mohun Bagan                               |
| 1971      | East Bengal Club                          | Mohammedan Sporting Club                  |
| 1972      | East Bengal Club                          | Mohun Bagan                               |
| 1973      | East Bengal Club                          | Mohun Bagan                               |
| 1974      | East Bengal Club                          |                                           |
| 1975      | East Bengal Club                          | Mohun Bagan                               |
| 1976      | Mohun Bagan                               | East Bengal Club                          |
| 1977      | East Bengal Club                          | Mohun Bagan                               |
| 1978      | Mohun Bagan                               | East Bengal Club                          |
| 1979      | Mohun Bagan                               | East Bengal Club                          |
| 1980      | No disputado                              | No disputado                              |
| 1981      | Mohammedan Sporting Club                  | Mohun Bagan                               |
| 1982      | East Bengal Club                          | Mohun Bagan                               |
| 1983      | Mohun Bagan                               | East Bengal Club                          |
| 1984      | Mohun Bagan                               | East Bengal Club                          |
| 1985      | East Bengal Club                          | Mohun Bagan                               |
| 1986      | Mohun Bagan                               | East Bengal Club                          |
| 1987      | East Bengal Club                          | Mohun Bagan                               |
| 1988      | East Bengal Club                          | Mohun Bagan                               |
| 1989      | East Bengal Club                          | Mohun Bagan                               |
| 1990      | Mohun Bagan                               | East Bengal Club                          |
| 1991      | East Bengal Club                          | Mohun Bagan                               |
| 1992      | Mohun Bagan                               | Mohammedan Sporting Club                  |
| 1993      | East Bengal Club                          | Mohun Bagan                               |
| 1994      | Mohun Bagan                               | East Bengal Club                          |
| 1995      | East Bengal Club                          | Mohun Bagan                               |
| 1996      | East Bengal Club                          | Mohun Bagan                               |
| 1997      | Mohun Bagan                               | East Bengal Club                          |
| 1998      | East Bengal Club                          | Mohun Bagan                               |
| 1999      | East Bengal Club                          | Mohun Bagan                               |
| 2000      | East Bengal Club                          | Mohun Bagan                               |
| 2001      | Mohun Bagan                               | East Bengal Club                          |
| 2002      | East Bengal Club                          | Mohammedan Sporting Club                  |
| 2003      | East Bengal Club                          | Mohun Bagan                               |
| 2004      | East Bengal Club                          | Mohun Bagan                               |
| 2005      | Mohun Bagan                               | East Bengal Club                          |
| 2006      | East Bengal Club                          | Mohun Bagan                               |
| 2007      | Mohun Bagan                               | East Bengal Club                          |
| 2008      | Mohun Bagan                               | Mohammedan Sporting Club                  |
| 2009      | Mohun Bagan                               | Chirag United                             |
| 2010      | East Bengal Club                          | Mohun Bagan                               |
| 2011      | East Bengal Club                          | Mohun Bagan                               |
| 2012      | East Bengal Club                          | Mohun Bagan                               |
| 2013      | East Bengal Club                          | Mohun Bagan                               |
| 2014      | East Bengal Club                          | Mohun Bagan                               |
| 2015      | East Bengal Club                          | Army XI                                   |
| 2016      | East Bengal Club                          | Mohammedan Sporting Club                  |
| 2017      | East Bengal Club                          | Mohun Bagan                               |
| 2018      | Mohun Bagan                               | Peerless Sports Club                      |
| 2019      | Peerless Sports Club                      | Mohun Bagan                               |
| 2020      | No disputado por la Pandemia del COVID 19 | No disputado por la Pandemia del COVID 19 |

## Títulos por club
| Club                           | Títulos | Años Campeón |
| ------------------------------ | ------- | --- |
| East Bengal Club               | 39      | 1942, 1945, 1946, 1949, 1950, 1952, 1961, 1966, 1970, 1971, 1972, 1973, 1974, 1975, 1977, 1982, 1985, 1987, 1988, 1989, 1991, 1993, 1995, 1996, 1998, 1999, 2000, 2002, 2003, 2004, 2006, 2010, 2011, 2012, 2013, 2014, 2015, 2016, 2017. |
| Mohun Bagan Athletic Club      | 30      | 1939, 1943, 1944, 1951, 1954, 1955, 1956, 1959, 1960, 1962, 1963, 1964, 1965, 1969, 1976, 1978, 1979, 1983, 1984, 1986, 1990, 1992, 1994, 1997, 2001, 2005, 2007, 2008, 2009, 2018.                                                       |
| Mohammedan Sporting Club       | 11      | 1934, 1935, 1936, 1937, 1938, 1940, 1941, 1948, 1957, 1967, 1981 |
| Calcutta F.C.                  | 8       | 1899, 1907, 1916, 1918, 1920, 1922, 1923, 1925 |
| Dalhousie Athletic Club        | 4       | 1910, 1921, 1928, 1929 |
| Durham Light Infantry          | 3       | 1931, 1932, 1933 |
| Black Watch                    | 2       | 1912, 1913 |
| Gordon Light Infantry FC       | 2       | 1908, 1909 |
| King's Regiment                | 2       | 1904, 1905 |
| North Staffordshire Regiment   | 2       | 1926, 1927 |
| Royal Irish Rifles             | 2       | 1900, 1901 |
| Peerless Sports Club           | 1       | 2019 |
| Eastern Railway FC             | 1       | 1958 |
| King's Own Scottish Borderers  | 1       | 1902 |
| 10th Middlesex Regiment        | 1       | 1915 |
| 12th Special Service Battalion | 1       | 1919 |
| 70th Company RGA               | 1       | 1911 |
| 91st Highlanders               | 1       | 1914 |
| 93rd Highlanders               | 1       | 1903 |
| Cameron Highlanders            | 1       | 1924 |
| Gloucestershire Regiment       | 1       | 1898 |
| Highlander Light Infantry      | 1       | 1906 |
| Lincolnshire Regiment          | 1       | 1917 |